# 吴劲松
吴劲松（1965年8月—），男，汉族，安徽青阳人，1997年12月加入中国共产党，中华人民共和国政治人物。

## 生平
1985年7月毕业于安徽师范大学地理系，毕业后于青阳县青阳中学任教。1987年9月至1990年7月在华东师范大学人文地理专业学习。研究生毕业后进入安徽省计委工作，历任安徽省计委经济研究所工作人员，安徽省计委经济研究所综合室副主任，安徽省计委综合处副主任科员、主任科员，安徽省计委综合处副处长。2002年1月，任安徽省发展计划委员会国民经济综合处处长。2004年6月，任安徽省发展和改革委员会国民经济综合处处长（其间于2005年1月至2007年1月挂职任中共[肥东县]]委副书记）。
2007年7月，任安徽省发展和改革委员会副主任、党组成员。2017年12月，任安徽省统计局党组书记、局长。2020年8月，任安徽省人民政府副秘书长、办公厅党组成员，安徽省人民政府发展研究中心党组书记、主任。2022年5月，调任安徽省科学技术厅党组书记。2023年1月，当选为安徽省政协教科卫体委员会副主任。